# Загородній Валентин В'ячеславович
Валенти́н В'ячесла́вович Загоро́дній (нар. 2 лютого 1982 — 14 липня 2015) — молодший сержант Збройних сил України, учасник російсько-української війни.

## Життєпис
Закінчив Кожухівську ЗОШ, проходив строкову військову службу в лавах ЗСУ.
2014-го мобілізований, спочатку служив у 25-му БТО «Київська Русь», потім перевівся до 128-ї бригади. Молодший сержант, командир міномета 2-го мінометного відділення мінометного взводу роти вогневої підтримки, 534-й окремий інженерно-саперний батальйон 128-ї гірсько-піхотної бригади.
На фронті перебував з осені 2014 року.
14 липня 2015 року під час виконання завдань з перевірки надійності мінних укріплень біля українсько-російського кордону між селами Болотене й Сизе Станично-Луганського району 5 військовослужбовців підірвалися на вибуховому пристрої з розтяжкою, усі загинули: капітани Сергій Мелимука та Микола Михайлишин, старший солдат Юрій Бабко, солдати Валентин Загородній й Вадим Ситніков.
17 липня 2015-го похований в Кожухівці.
Без Валентина лишилися мама, батько, син 2010 р.н.

## Нагороди та вшанування
За особисту мужність, сумлінне та бездоганне служіння Українському народові, зразкове виконання військового обов'язку відзначений — нагороджений
- нагороджений орденом «За мужність» ІІІ ступеня (25.4.2016, посмертно), медалями.
- 18 жовтня 2015-го в школі, котру закінчив Валентин, відкрито меморіальну дошку його честі.